# Lebertia quinquemaculosa
Lebertia quinquemaculosa är en kvalsterart som beskrevs av Marshall 1929. Lebertia quinquemaculosa ingår i släktet Lebertia och familjen Lebertiidae. Inga underarter finns listade i Catalogue of Life.